# Uastyrdzhi

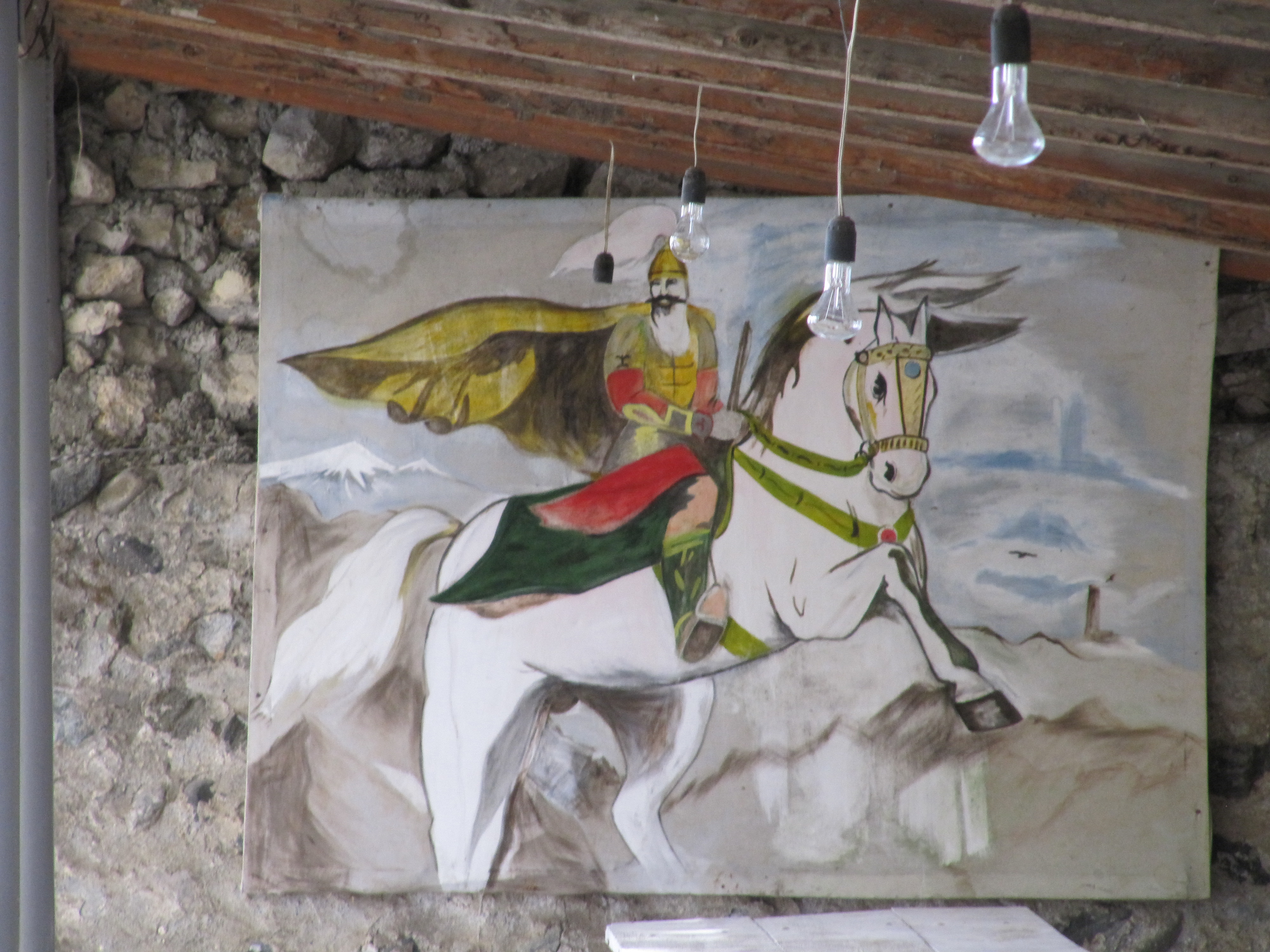
Uastyrdzhi.

Uastyrdzhi (en osetio: Уастырджи, también romanizado como Wastyrdzhi o Wasterzhi, Uaskergi en dialecto digoriano) es una de las principales deidades de la religión pagana de Osetia. Uastyrdzhi era el dios de la guerra y el Sol.

## Deidad
En un principio fusionado con un dios de la antigua religión escita, Uastyrdzhi es frecuentemente descrito como un caballero de larga barba, montando un caballo blanco. Uno de sus principales centros de culto es el Bosque de Hetag, situado en las afueras del pueblo industrial de Alaguir, en Osetia del Norte.
La Madre de los Nart, Satanaya, es hija de Uastyrdzhi.

## Leyenda
Según la leyenda, Khetag (en cirílico: Хетаг), hijo de un príncipe musulmán cabardino, se convirtió al Cristianismo, por lo que tuvo que huir de aquellos que intentaran forzarlo a abrazar nuevamente el Islam. Cuando sus perseguidores estaban a punto de capturarlo, él rezó pidiendo ayuda en un campo abierto, y el bosque descendió de las laderas de las montañas para ocultarlo. Al ver este milagro, los enemigos de Hetag huyeron, y Hetag consagró el bosque a Uastyrdzhi. 
La figura de Uastyrdzhi sobrevivió a la posterior aceptación del Cristianismo por parte de los osetos, siendo identificada como San Jorge. La posición de la Iglesia ortodoxa rusa con respecto a esto es ambivalente.
Después de la caída de la Unión Soviética, el culto a Uastyrdzhi adquirió nueva popularidad en Osetia. Y el Bosque de Hetag ha acogido numerosas celebraciones desde 1991. Dicho bosque, El bosque de Hetag, formado principalmente de hayas, cubre un poco menos de 13 hectáreas. Es común ver árboles decorados con cintas e imágenes de San Jorge y el dragón.  Un gran templo de madera ha sido construido cerca. 
En noviembre de cada año, el festival de Djiorgwyba (Джиоргуыба), de una semana de duración, se celebra en honor a Uastyrdzhi  (y, de hecho, le da el nombre al mes en Osetia). Un novillo de un año de edad, se sacrifica. Para indicar que la víctima pertenece a dios, su cuerno derecho se corta mucho antes.
Uastyrdzhi es el patrono del sexo masculino y los viajeros, además de ser un garante de los juramentos. Debido a su asociación con la fertilidad, está prohibido que las mujeres pronuncien su nombre. En su lugar, deben referirse a él como лӕгты дзуар (literalmente, "el santo de los hombres").
Uastyrdzhi se invoca en el Himno de Osetia del Sur.
El primer domingo de julio de celebra en Día de Hetag.